# آکادمی مدیریت عمومی
آکادمی مدیریت عمومی (آذربایجانی: Dövlət İdarəçilik Akademiyası) یک دانشگاه دولتی  در زمینهٔ رشته‌های مرتبط با مدیریت که در سال ۱۹۹۹ میلادی در جمهوری آذربایجان و در شهر باکو تأسیس شده‌است.
دانشکده‌ها و رشته‌ها
آکادمی مدیریت عمومی از دو دانشکده، مدیریت کسب و کار و مدیریت سیاسی با رشته‌های ذیل تشکیل می‌شود:
- مدیریت اداری
- مدیریت سیاسی
- آموزش کارکنان دولت
- روابط بین‌الملل
- حقوق
- علوم سیاسی
- مدیریت
- مدیریت عمومی